# 中產階級

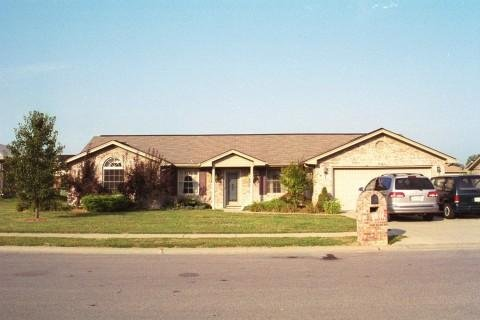
美國中產階級住家，典型生活為有一棟25年貸款郊區房屋和2部的汽車，以及孩子成年前靠夫妻雙薪資支付的生活。

中產階級（英語：middle class）是一个阶层。通常来说，该术语指位于社会（权力）结构中（上）层的人群。有關結構的劃分方法隨不同歷史時期而異，一般會考慮到個體的政治權利、經濟收入、受教育程度、社會地位等因素。
在現代社會，考慮到經濟因素常常成爲個人發展的主導要素，中产阶级主要指擁有一定程度的經濟獨立——例如有穩定且較高薪酬的工作——并在现代社会之中对社会的发展和稳定產生很大作用的人群，也可以被稱作小康階級。但有時，由於貧富差距大，可能位於社會中間收入卻不高。此詞常用於專業人士、資深的藍領工作者等。傳統的中產職業包括但不限於醫生、律師、銀行家、工程師及會計師等傳統專業人士，也包括在已發展國家中的新興專業人士，如教師、護士及社工等。
中產階級有時（特別在香港）也被稱作「夾心階層」，意思是他們夾在社會中層，未及上流社會人士般擁有巨大財富，亦不像低收入人士般能領取社會福利保障。
在現代美國語境中中產階級一詞有較大歧義。諸如丹尼斯·吉爾伯特和約瑟夫·卡爾之類的社會學家將中產階級視為美國人口最多的階級。
隨著時間的流逝，全球中產階級有了顯著增長。2009年2月，《經濟學人》斷言，由於新興國家的快速增長，目前全球一半以上的人口屬於中產階級。它以中產階級為特徵，認為他們有足夠的可支配收入，因此他們不會過著窮人那樣的生活，並將中產階級定義為從人們剩下大約三分之一的收入，支付基本食物和住所後可自由支配的支出。
中產階級的界定因素隨各國有所分別，其他因素則包括教育、專業地位、擁有住屋或文化等。例如擁有大學學位的人，一般可躋身中產階級的行業。
而擁有自置物業及私家車可以成为中产阶级的一个特征或者指标，但两者不构成充要关系

## 歷史與定義

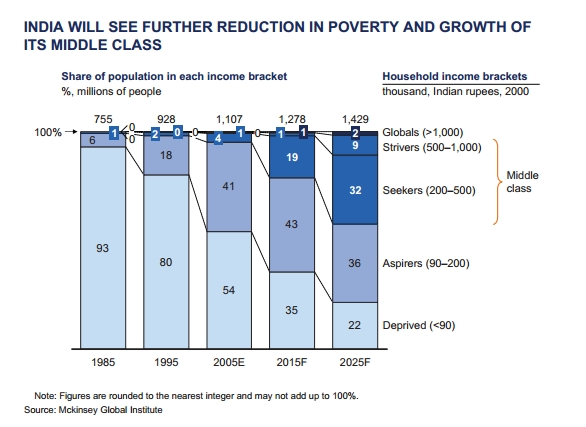
一套印度中產階級的定義法，僅供參考，並未受廣泛認可。

### 歷史概述
“中產階級”一詞最早出現在詹姆斯·布拉德肖（James Bradshaw）于1745年發行的小冊子《防止愛爾蘭羊毛流入法國的計劃》（Scheme to prevent running Irish Wools to France）。
該術語在歷史上有諸多含義。以弗里德里希·恩格斯為首的一系列左派學者將歷史中尚未完成資本主義革命、位於封建貴族與貧困農奴之間的資產階級稱爲“中產階級”。歷史上曾有過“中產階級財富”“貴族階級財富”的區分。但隨著工商業在封建主義中的發展、隨著貴族精英也廣泛參與到商業活動中去，這兩種概念間的分野逐漸模糊。
約於1760年開始的第一次工業革命、於1789年爆發的法國大革命并稱為“雙元革命”，它們構成了一般意義下資產階級革命的序章。隨著封建制度被推翻，貴族的統治地位讓位于資產階級，“中產階級”的含義也開始變化。它逐漸與卡爾·馬克思眼中從封建主義世界秩序向資本主義世界秩序的過渡過程中特有的小資產階級同義。一些左翼人士也使用“小布爾喬亞”等術語表達相同的含義。
毛澤東曾在中國社會各階級的分析一文中使用“中產階級”一詞指當時中國的“民族资产阶级”，並與“小資產階級”分開使用。這主要是因爲當時中國的民族資產階級因殖民地性質而受到國際資產階級的剝奪（expropriation）。在當代，由於中國自改革開放以來積極融入世界資本主義總秩序，這種用法已沒有必要。——當然，在國際分工中負責提供人力資源、礦產資源等的發展中國家或欠發達國家仍然面臨類似處境。
最後，在當代資本主義語境下，“中產階級”主要通過收入水平劃分。這種用法所依賴的理論基礎主要是不同職業因其在社會、政治、經濟等層面的貢獻不同而應當享有不平等的收入或分配份額，因爲，如概論中指出的，該語境下的中產階級一般包括“專業人士”“資深的藍領工作者”等。一般來説，這些人仍然需要通過參與雇傭勞動以獲取報酬，所以仍然屬於馬克思意義上的無產者，只不過大都是腦力無產者。有批評認爲，這種對“中產階級”的使用方式客觀上鼓勵了一種“勞工貴族”、是資產階級維持階級統治的一種方法。當然，在如中國這樣的國家中，也有一些比較弱小的資本家以這種使用方式在意識形態中的泛濫為依據、通過自稱為“中產階級”來進行自保（通常是輿論自保）。

### 一般定義
鑒於中產階級一詞的複雜歷史及不同使用方法所暗含的立場表達，对該術語还没有一个能够被广泛认可的定义。在當代西方經濟學——即宏觀經濟學、微觀經濟學等——的理論中，確定個體是否屬於中產階級的最常用方法是测定其收入增长。還有一些學派拒絕承認以這種方式所劃分出的人群屬於“中產階級”。——這樣算出來的中產階級人數，一些人認爲不夠多，一些人認爲不夠精，還有人覺得這種計算毫無意義。
世界银行将经过购买力平价调整后的日收入超过2美元的人定义为中产阶级。根据这种划分方法，全世界有超过40亿的人达到中产阶级水准。狭义的中产阶级定义则是收入接近或超过发达国家中等收入者的人，其收入大约为人均31000美元或每天85美元。按照这种定义，全世界有约12%的人属于中产阶级。

## 現況

### 中國大陸
在中国大陸，2005年国家统计局根據人均GDP和购买力平价給出中產階級的家庭年收入在6萬至50萬人民幣之間的結論。由于GDP和购买力平价这两个数据都只反映国家经济总量而不反映分布收入分配，这个中产阶级的标准很快遭到了包括中国大陆官方媒体《北京晨报》在内的质疑。
2013年3月28日，《福布斯》中文版联合宜信财富发布《中国大众富裕阶层财富白皮书》称，中国大陸的大众富裕阶层近年来迅速壮大，2012年已超过千万人，达到1026万人，人均可投资资产达133万元人民币。参考国际通行标准，白皮书所定义的大众富裕阶层是指个人可投资资产在10万美元至100万美元之间的中国大陸中产群体，即所谓的“高级白领”。此人群中，从事金融和贸易的占19.2%，从事制造业的占据了11.5%的份额，从事房地产行业的有9.0%。

### 香港
在香港，根據香港中文大学社会学系教授呂大樂的界定，收入并不能够成为被强调的起点。吕大乐说“这（收入）不是一个太有用的分类”。“就香港而言，月薪2万到5万港币完全可以排到中等收入群体了，但是，这并不是等同于你就成了中产阶级，还要看你住的房子的房价，你的消费方式，是否住在体面的樓盤，是否有定期的渡假等等”。吕大乐界定中的香港中产阶级更重要的是按职业群体划分，同时强调“他们是成功透过教育渠道和凭着学历文凭而晋身。”按照这样标准，香港的中产阶级最多占到人口比例的20%到30%。
根据香港政府統計處的定义，每个月收入1万至4万港元的住户列为中产住户，这类住户占了整体住户数目的55%。
2013年2月，月薪37萬港元的時任香港財政司司長曾俊華就年度財政預算案發言時，指自己也屬於中產。又指中產和生活習慣等有關，例如喝咖啡和看法国电影的人也算中產。但理論上，喝咖啡與看法國電影只是個人喜好和興趣，與中產階級並無關係。

### 美國
就收入而言，美国的中产家庭年收入在5至30萬美元的即可認爲屬于中產階級。